# Arcomps
Arcomps est une commune française située dans le département du Cher, en région Centre-Val de Loire.

## Géographie

### Localisation
Arcomps est située dans le département du Cher, dans la région naturelle du Boischaut Sud.
La commune est située à 11 km de Saint-Amand-Montrond, 60 km de Bourges, 61 km de Montluçon, 171 km d'Orléans, 296 km de Paris.

### Paysages
À Arcomps se trouvent des paysages de bocage.
L'agriculture est également très présente : élevage bovin, élevage ovin, élevage avicole, élevage porcin, de même que la culture céréalière : blé, colza et tournesol[réf. souhaitée].

### Lieux-dits
Arcomps compte 45 lieux-dits :
Bonnes (les), Bord, Boucher (le), Boutillats (les), Bourniau (le), Chaillet, Champ De Beau (le), Champ De Chaillet (le), Champ De La Caille (le), Champ De La Renne (le), Champ Du Rat (le), Chapelle (la), Charrons Coudrais (les), Crassais, Crot Du jars (le), Cure (la), Étang communal, Fonstreux, Fontenelle (la), Fosse Nouvelle, Fosseroux, Frêles, Gonnerie (la), Grand Bonnefond (le), Grand Oranger (le), Grand Orme (le), Gravelles (les), Judes (les), Lacs (les), Maisons Brûlées (les), Oranger, Pertuit Baudet (le), Petit Bonnefond (le), Petit Oranger (le), Petite Touratte (la), Pré De La Font (le), Râteau, Reuille (la), Rondelles (les), Route Des Pré Bouret (la), Sécherin (le), Touratte (la), Varennes, Vilmorais.

### Géologie et relief
La superficie de la commune est de 2 014 hectares ; son altitude varie entre 169 et 228 mètres.

### Climat
Pour des articles plus généraux, voir Climat du Centre-Val de Loire et Climat du Cher.
En 2010, le climat de la commune est de type climat océanique dégradé des plaines du Centre et du Nord, selon une étude du CNRS s'appuyant sur une série de données couvrant la période 1971-2000. En 2020, Météo-France publie une typologie des climats de la France métropolitaine dans laquelle la commune est exposée à un climat océanique altéré et est dans la région climatique Ouest et nord-ouest du Massif Central, caractérisée par une pluviométrie annuelle de 900 à 1 500 mm, maximale en automne et en hiver.
Pour la période 1971-2000, la température annuelle moyenne est de 11,3 °C, avec une amplitude thermique annuelle de 15,7 °C. Le cumul annuel moyen de précipitations est de 764 mm, avec 10,9 jours de précipitations en janvier et 7,2 jours en juillet. Pour la période 1991-2020, la température moyenne annuelle observée sur la station météorologique la plus proche, située sur la commune d'Orval à 7 km à vol d'oiseau, est de 12,3 °C et le cumul annuel moyen de précipitations est de 757,1 mm,. Pour l'avenir, les paramètres climatiques de la commune estimés pour 2050 selon différents scénarios d'émission de gaz à effet de serre sont consultables sur un site dédié publié par Météo-France en novembre 2022.

## Urbanisme

### Typologie
Au 1er janvier 2024, Arcomps est catégorisée commune rurale à habitat très dispersé, selon la nouvelle grille communale de densité à 7 niveaux définie par l'Insee en 2022.
Elle est située hors unité urbaine. Par ailleurs la commune fait partie de l'aire d'attraction de Saint-Amand-Montrond, dont elle est une commune de la couronne,. Cette aire, qui regroupe 36 communes, est catégorisée dans les aires de moins de 50 000 habitants,.

### Occupation des sols
L'occupation des sols de la commune, telle qu'elle ressort de la base de données européenne d’occupation biophysique des sols Corine Land Cover (CLC), est marquée par l'importance des territoires agricoles (92,5 % en 2018), en diminution par rapport à 1990 (93,5 %). La répartition détaillée en 2018 est la suivante : 
prairies (56,1 %), terres arables (32,5 %), forêts (6,5 %), zones agricoles hétérogènes (4 %), zones industrielles ou commerciales et réseaux de communication (0,9 %).
L'évolution de l’occupation des sols de la commune et de ses infrastructures peut être observée sur les différentes représentations cartographiques du territoire : la carte de Cassini (XVIIIe siècle), la carte d'état-major (1820-1866) et les cartes ou photos aériennes de l'IGN pour la période actuelle (1950 à aujourd'hui).

### Risques majeurs
Le territoire de la commune d'Arcomps est vulnérable à différents aléas naturels : météorologiques (tempête, orage, neige, grand froid, canicule ou sécheresse), mouvements de terrains et séisme (sismicité faible). Un site publié par le BRGM permet d'évaluer simplement et rapidement les risques d'un bien localisé soit par son adresse soit par le numéro de sa parcelle.

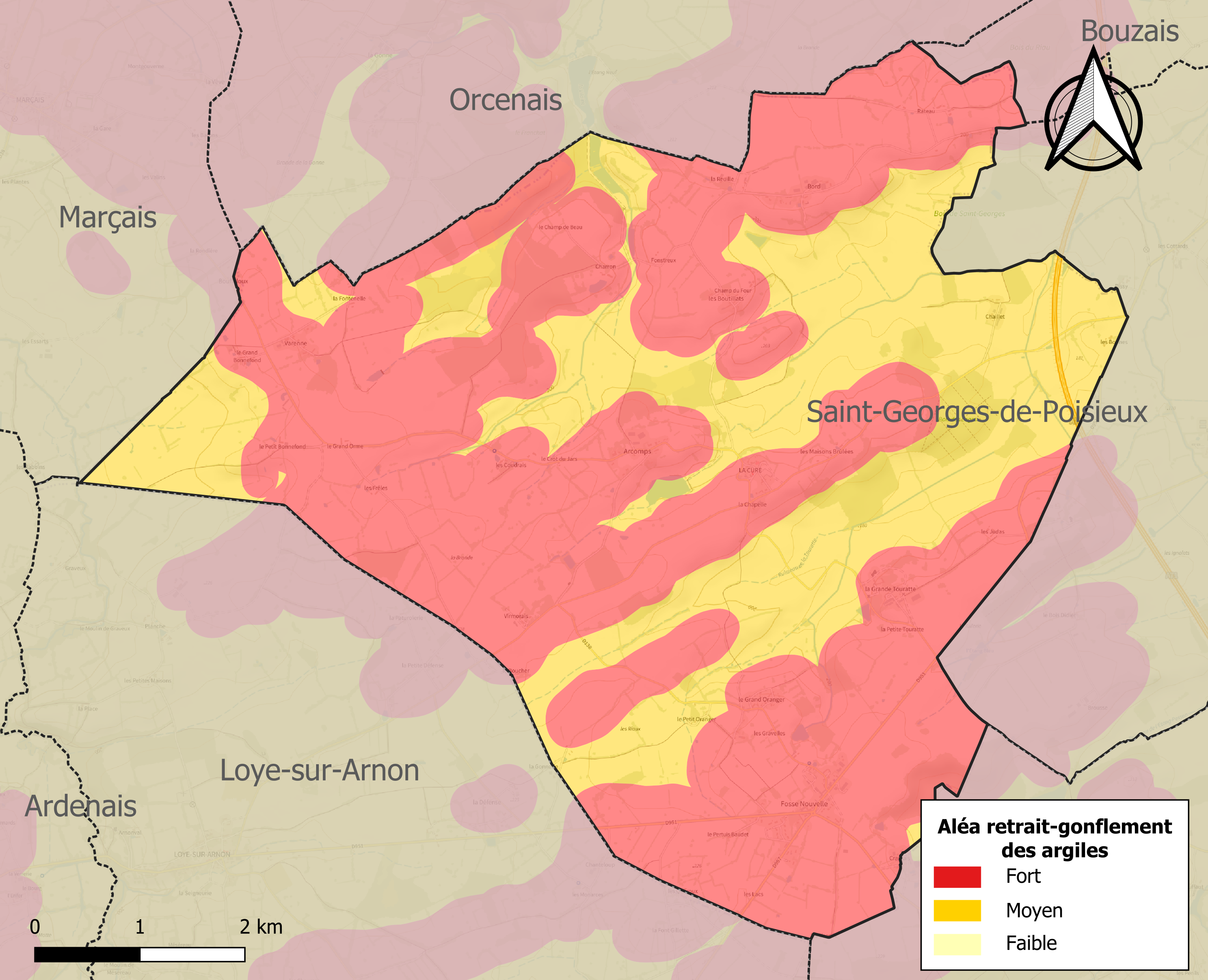
Carte des zones d'aléa retrait-gonflement des sols argileux d'Arcomps.

La commune est vulnérable au risque de mouvements de terrains constitué principalement du retrait-gonflement des sols argileux. Cet aléa est susceptible d'engendrer des dommages importants aux bâtiments en cas d’alternance de périodes de sécheresse et de pluie. La totalité de la commune est en aléa moyen ou fort (90 % au niveau départemental et 48,5 % au niveau national). Sur les 186 bâtiments dénombrés sur la commune en 2019, 186 sont en aléa moyen ou fort, soit 100 %, à comparer aux 83 % au niveau départemental et 54 % au niveau national. Une cartographie de l'exposition du territoire national au retrait gonflement des sols argileux est disponible sur le site du BRGM,.
Concernant les mouvements de terrains, la commune a été reconnue en état de catastrophe naturelle au titre des dommages causés par la sécheresse en 1989, 2018 et 2019 et par des mouvements de terrain en 1999.

## Toponymie
Le nom de la localité est attesté sous les formes Arcuncus en 1115, Arcuneus ou Arcunciis en 1145, Arcons en 1235, Arconnium en 1240 et 1327, Arcomps  en 1772.

## Histoire

### Préhistoire et antiquité
Arcomps est occupée dès la Préhistoire et aussi à l'époque romaine.

### Moyen-Âge
Au Moyen Âge, Arcomps est placée sous l'autorité de la seigneurie d'Orval durant plusieurs siècles.

### Époque contemporaine
En avril 1918, pendant la Première Guerre mondiale, Arcomps comptait dix prisonniers originaires d'Autriche-Hongrie. Ils aidaient aux travaux agricoles, sous l'autorité des maires des communes, des employeurs agricoles ou des syndicats agricoles. En novembre 1918, ils avaient quitté la commune.

## Politique et administration

### Administration municipale
Le nombre d'habitants au dernier recensement étant compris entre 100 et 499, le nombre de membres du conseil municipal est de 11.

### Liste des maires
| Période                                  | Période   | Identité                                | Étiquette | Qualité                              |
| ---------------------------------------- | --------- | --------------------------------------- | --------- | ------------------------------------ |
| 1827                                     | 1848      | Étienne Cabat                           |           |                                      |
| 1848                                     | 1855      | Henri de Loüan de Coursays              |           |                                      |
| 1855                                     | 1863      | Jules Henri de Loüan de Coursays        |           | officier, conseiller général du Cher |
| février 1863                             | août 1863 | Jean-Baptiste Aupetitgendre             |           |                                      |
| 1863                                     | 1865      | Balthazard de Loüan de Coursays         |           |                                      |
| 1865                                     | 1871      | Gilbert Balthazard de Loüan de Coursays |           |                                      |
| 1871                                     | 1875      | Balthazard de Loüan de Coursays         |           |                                      |
| 1875                                     | 1878      | Gabriel Balthazard de Loüan de Coursays |           |                                      |
| 1878                                     | 1888      | Balthazard de Loüan de Coursays         |           |                                      |
| 1888                                     | 1892      | Henri de Loüan de Coursays              |           |                                      |
| 1892                                     | 1908      | Louis Bordreuil                         |           |                                      |
| 1908                                     | 1925      | Eugène Vincent                          | Rad.      | propriétaire exploitant              |
| 1925                                     | 1947      | Jean Amiot                              |           |                                      |
| 1947                                     | 1953      | Émile Dupuis                            |           |                                      |
| 1953                                     | 1971      | Émile Gessiet                           |           |                                      |
| 1971                                     | 1989      | Jacques Chevrier                        |           |                                      |
| 1989                                     | mars 2008 | André Goin                              |           |                                      |
| mars 2008                                | mars 2014 | Pascal Aléonard                         | DVD       | employé                              |
| mars 2014                                | mai 2020  | Pascal Aleonard                         |           | Employé (secteur privé)              |
| mai 2020                                 | En cours  | Jean-Louis Caors,                       |           | Ancien cadre                         |
| Les données manquantes sont à compléter. |           |                                         |           |                                      |

### Politique environnementale
La commune a obtenu onze prix au concours des villes et villages fleuris. Elle compte deux cantonniers chargés du fleurissement.
|      | Prix     | Catégorie       |
| 2003 | 15e prix | 1re catégorie A |
| 2004 | 14e prix | 1re catégorie A |
| 2005 | 13e prix | 1re catégorie A |
| 2006 | 10e prix | 1re catégorie A |
| 2007 | 9e prix  | 1re catégorie A |
| 2008 | 10e prix | 1re catégorie A |
| 2009 | 7e prix  | 1re catégorie A |
| 2011 | 3e prix  | 1re catégorie A |
| 2012 | 6e prix  | 1re catégorie A |
| 2013 | 15e prix | 1re catégorie B |
| 2014 | 5e prix  | 1re catégorie B |

## Population et société

### Démographie
Les habitants de la commune sont appelés les Arconnais.
L'évolution du nombre d'habitants est connue à travers les recensements de la population effectués dans la commune depuis 1793. Pour les communes de moins de 10 000 habitants, une enquête de recensement portant sur toute la population est réalisée tous les cinq ans, les populations de référence des années intermédiaires étant quant à elles estimées par interpolation ou extrapolation. Pour la commune, le premier recensement exhaustif entrant dans le cadre du nouveau dispositif a été réalisé en 2004.

En 2022, la commune comptait 269 habitants, en évolution de −15,14 % par rapport à 2016 (Cher : −2,48 %, France hors Mayotte : +2,11 %).
| 1793 | 1800 | 1806 | 1821 | 1831 | 1836 | 1841 | 1846 | 1851 |
| ---- | ---- | ---- | ---- | ---- | ---- | ---- | ---- | ---- |
| 503  | 537  | 558  | 550  | 563  | 573  | 563  | 572  | 624  |

| 1856 | 1861 | 1866 | 1872 | 1876 | 1881 | 1886 | 1891 | 1896 |
| ---- | ---- | ---- | ---- | ---- | ---- | ---- | ---- | ---- |
| 614  | 631  | 628  | 682  | 698  | 707  | 685  | 676  | 664  |

| 1901 | 1906 | 1911 | 1921 | 1926 | 1931 | 1936 | 1946 | 1954 |
| ---- | ---- | ---- | ---- | ---- | ---- | ---- | ---- | ---- |
| 659  | 622  | 583  | 554  | 513  | 509  | 482  | 492  | 466  |

| 1962 | 1968 | 1975 | 1982 | 1990 | 1999 | 2004 | 2006 | 2009 |
| ---- | ---- | ---- | ---- | ---- | ---- | ---- | ---- | ---- |
| 418  | 344  | 347  | 310  | 287  | 286  | 288  | 285  | 297  |

| 2014 | 2019 | 2022 | - | - | - | - | - | - |
| ---- | ---- | ---- | - | - | - | - | - | - |
| 308  | 283  | 269  | - | - | - | - | - | - |

La population est rurale et en partie constituée de personnes âgées.

### Enseignement

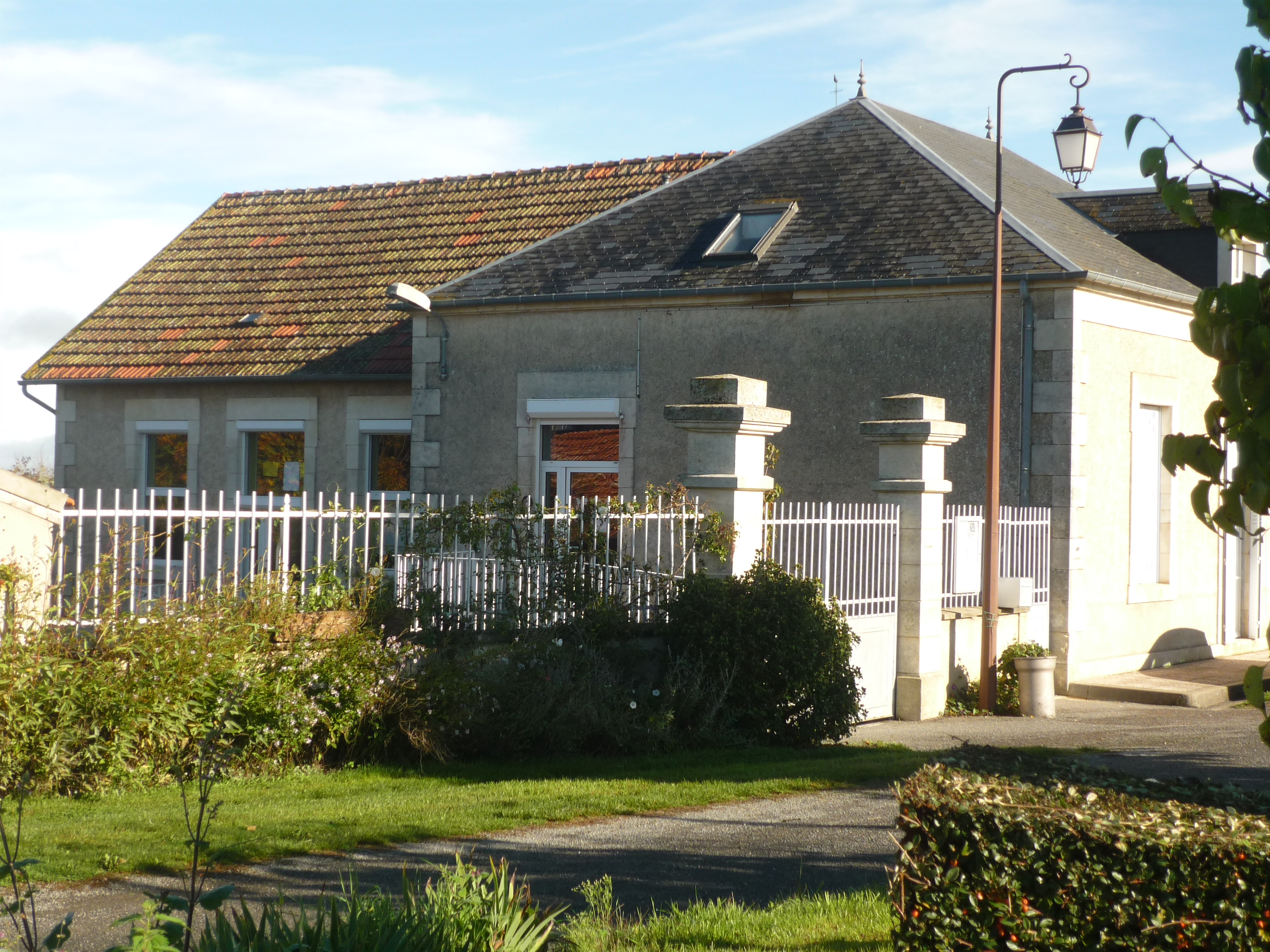
École d'Arcomps.

La commune est située dans l'académie d'Orléans-Tours et dans la circonscription de Saint-Amand-Montrond.
L'école d'Arcomps a été construite en 1868. Elle fait partie d'un RRE (réseau rural d'éducation) avec les écoles de Saint-Pierre-les-Bois, Morlac, Reigny, Orcenais, Marçais, Loye-sur-Arnon et Ardenais.
Un regroupement pédagogique intercommunal (RPI) a été effectué en 1978 entre Arcomps et Loye-sur-Arnon, qui avaient un nombre d'élèves insuffisant. Il a ensuite été élargi à Ardenais. Le RPI est organisé de la façon suivante (2015) : maternelle à Loye-sur-Arnon (de la petite section à la grande section), cours préparatoire et cours élémentaire 1re année à Ardenais, cours élémentaire 2e année, cours moyen 1re année et cours moyen 2e année à Arcomps.

### Santé
Aucun service de santé n'est présent sur le territoire de la commune. L'hôpital le plus proche est à Saint-Amand-Montrond.

### Sports
La commune ne possède aucun équipement sportif. Dans les communes voisines comme Loye-sur-Arnon et Saint-Georges-de-Poisieux, on trouve des clubs de football. À Orcenais et à Ardenais, il y a des clubs d'équitation.

### Vie associative
La commune regroupe 6 associations :
- association des anciens combattants ;
- comité de Saint-Blaise ;
- foyer rural d'Arcomps ;
- patch en Berry ;
- club de l'amitié et des aînés ruraux ;
- atelier « danses Folk ».

### Culte
La communauté catholique et l'église de Arcomps (propriété de la commune) dépendent de la paroisse Notre-Dame-de-Puyferrand qui, est elle-même rattachée à l'archidiocèse de Bourges.

## Économie

### Revenus de la population et fiscalité
En 2011, le revenu fiscal médian par ménage était de 25 344 €, ce qui plaçait Arcomps au 24 270e rang parmi les 31 886 communes de plus de 49 ménages en métropole.
En 2009, 63,4 % des foyers fiscaux n'étaient pas imposables.

### Emploi
En 2009, la population âgée de 15 à 64 ans s'élevait à 180 personnes, parmi lesquelles 68,3 % d'actifs dont 58,9 % ayant un emploi et 9,4 % de chômeurs.
On comptait 68 emplois dans la zone d'emploi, contre 116 en 1999, soit une diminution très importante. Le nombre d'actifs ayant un emploi résidant dans la zone d'emploi étant de 108, l'indicateur de concentration d'emploi est de 63,1 %, ce qui signifie que la zone d'emploi offre moins de deux emplois pour trois habitants actifs.

### Entreprises
Au 31 décembre 2010, Arcomps comptait 42 établissements : 16 dans l’agriculture-sylviculture-pêche, 1 dans l'industrie, 2 dans la construction, 20 dans le commerce-transports-services divers et 3 relatifs au secteur administratif.
Parmi ces 42 établissements, on compte :
- L'Ébène, épicerie et restaurant ; fermée avec la Covid, l'épicerie-restaurant rouvre en mai 2022 sous le nom de « Le relais Fleury » ;
- la fromagerie de la Touratte qui élève des vaches laitières de race holstein ;
- la ferme de Chaillet, entreprise qui élève des cochons et des poulets ;
- le haras du Grand Orme, élevage de chevaux Pure race espagnole ;
- le Domaine du Gué de la Férolle, élevage de bassets hound et pension pour chiens et chats.

En 2011, une entreprise a été créée à Arcomps.

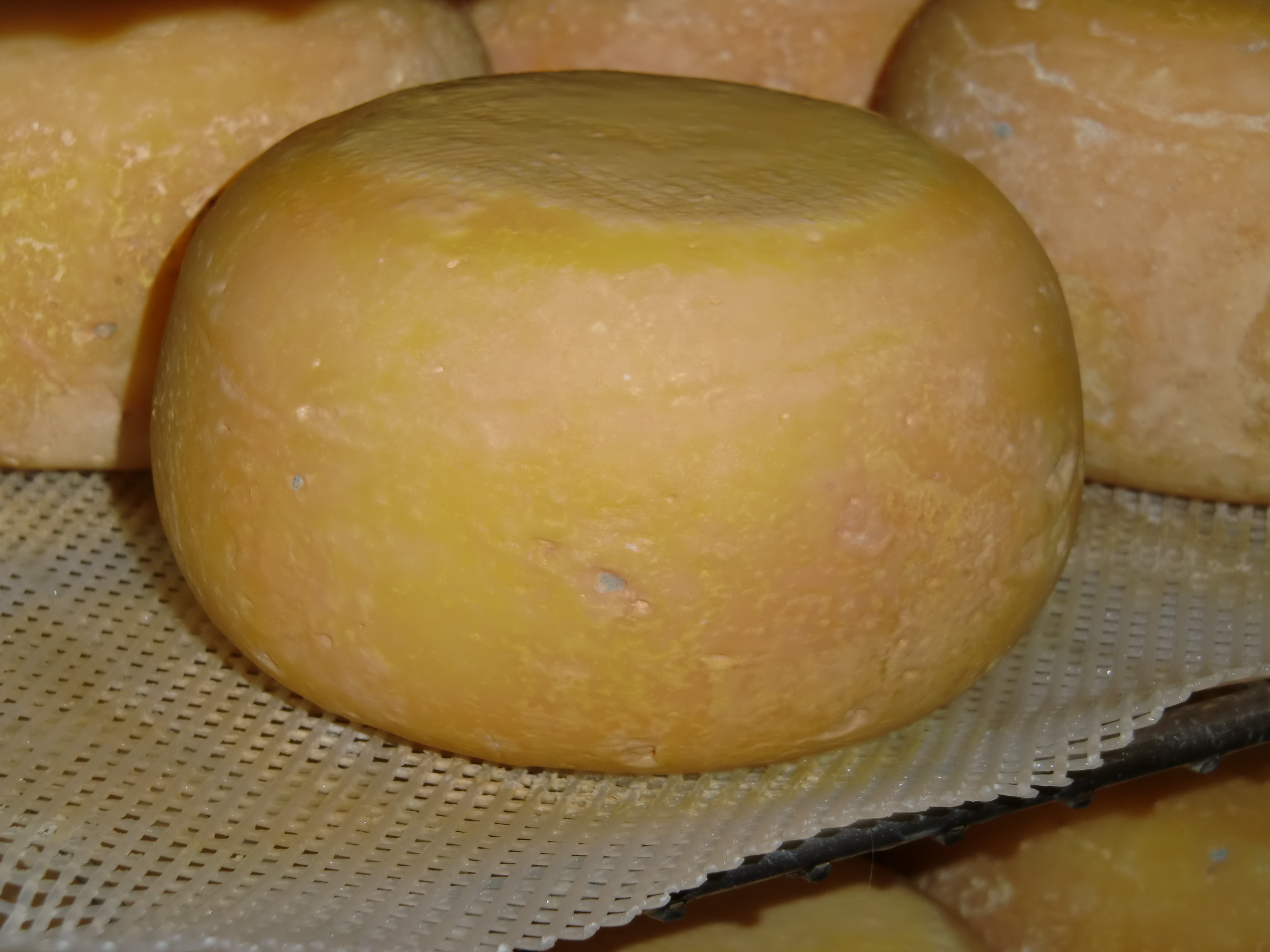
P'tit Bonbichon.
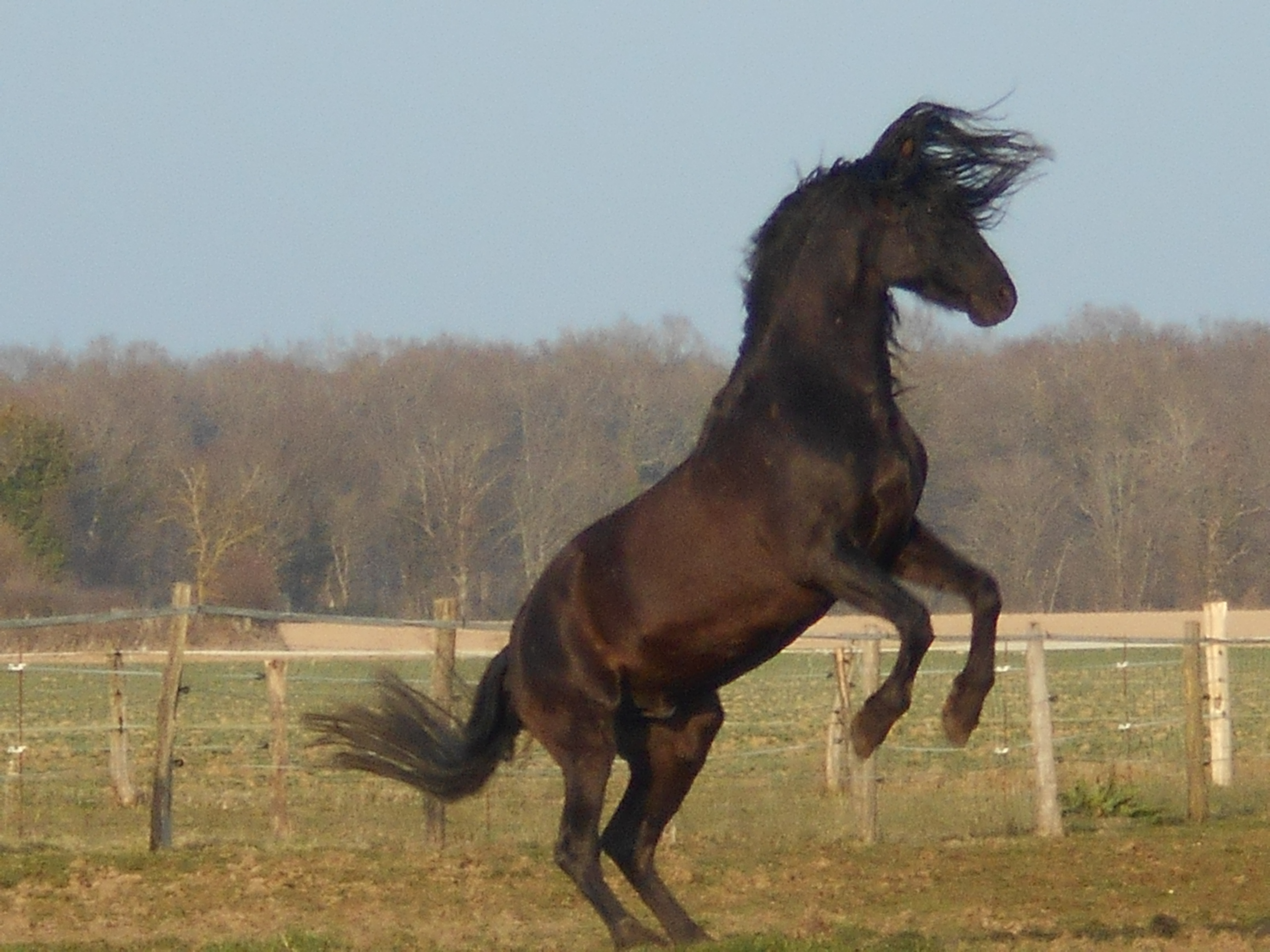
Cheval Pure race espagnole.

## Culture locale et patrimoine

### Lieux et monuments
La commune ne compte ni monument, ni objet répertorié à l'inventaire des monuments historiques, et aucun lieu, monument ou objet répertorié à l'inventaire général du patrimoine culturel,.
Elle contient toutefois quelques lieux et monuments à mentionner :

#### Château de la Touratte
Le château de la Touratte existe depuis 1592[réf. souhaitée]. C'était une forteresse avec des douves. Il s'étend sur 1 300 m2 avec un jardin de 9 hectares.
Le premier seigneur a y avoir vécu est le seigneur Claude de Buchepot qui gouverna les terres d'Epineuil et d'Orval. Cinq générations se sont succédé. Le château de la Touratte a donné son nom à la fromagerie de la Touratte, car ils faisaient partie du même lieu-dit.
C'est un château fait de pierres et de briques. Il y a 30 pièces, 4 étages. Il y avait 4 tours, mais une a été en partie détruite. La plus haute tour mesure 20 m. La tour de briques est à l'emplacement de la tour la plus ancienne. Le donjon a été rénové en 1760, mais la guerre de 1870 a entraîné la fin des travaux. Sa forme actuelle date de la fin du XIXe siècle.
Il y a des gargouilles qui bordent les toitures. Il y a des armoiries au-dessus de la porte d'entrée : deux lions avec un blason. La devise est « Gare aux griffes ».

Château de la Touratte
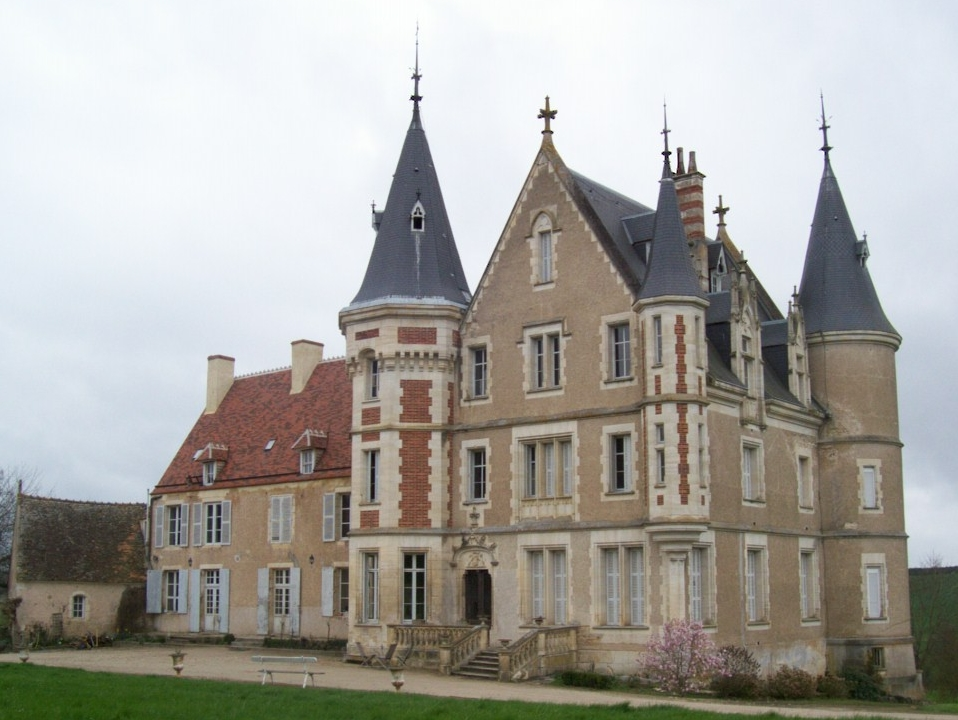
Vue de face.
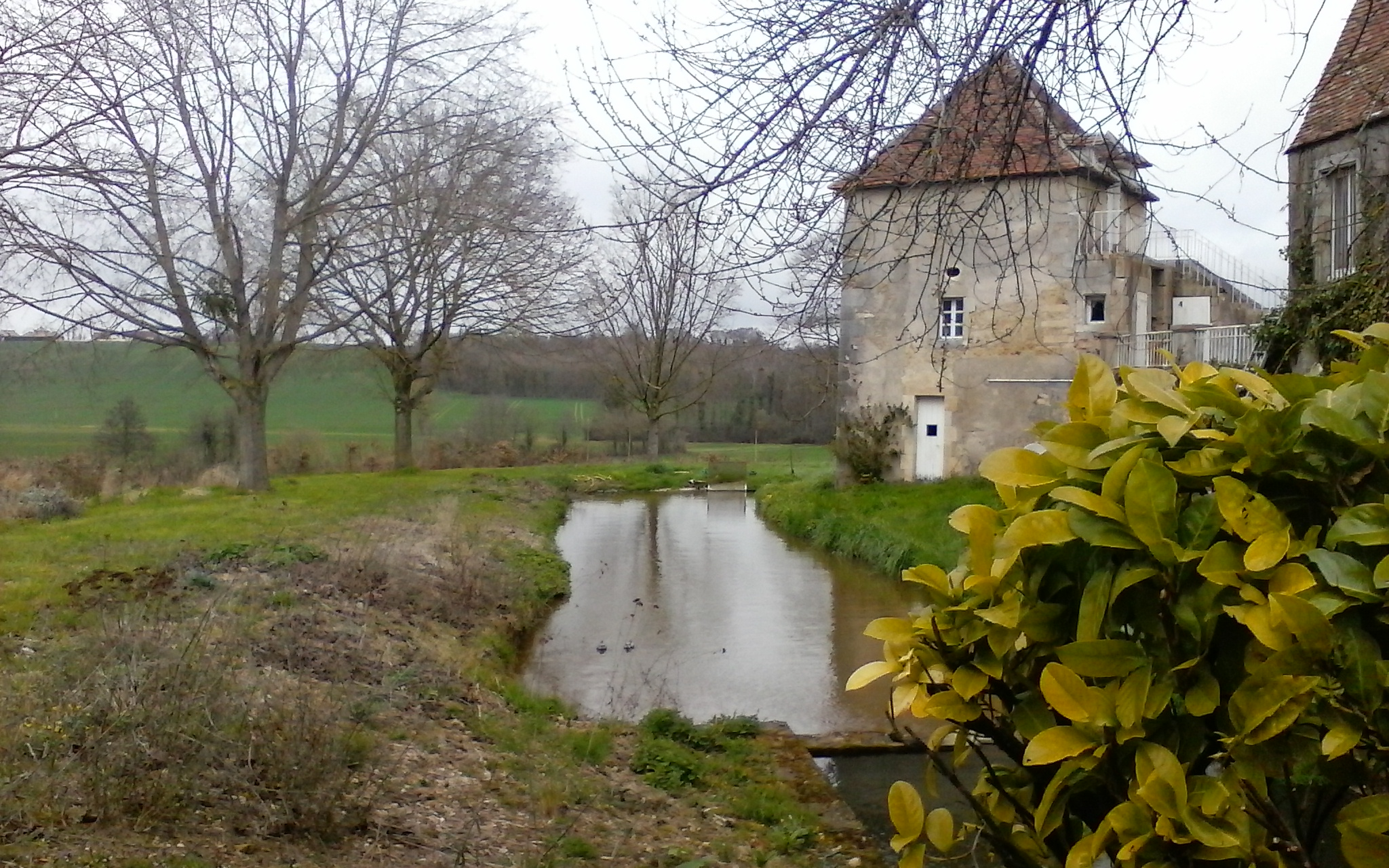
Les douves.
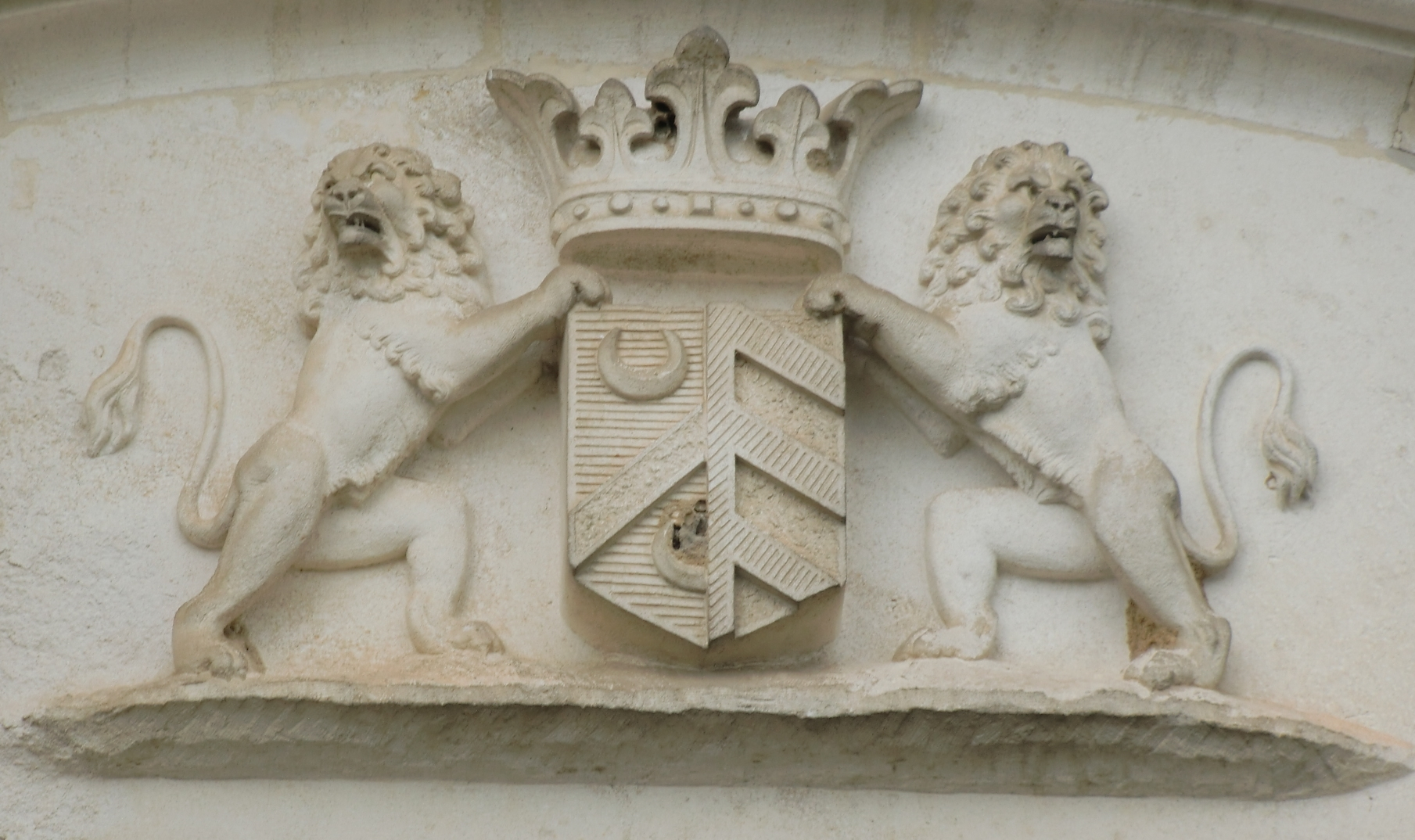
Armoiries.
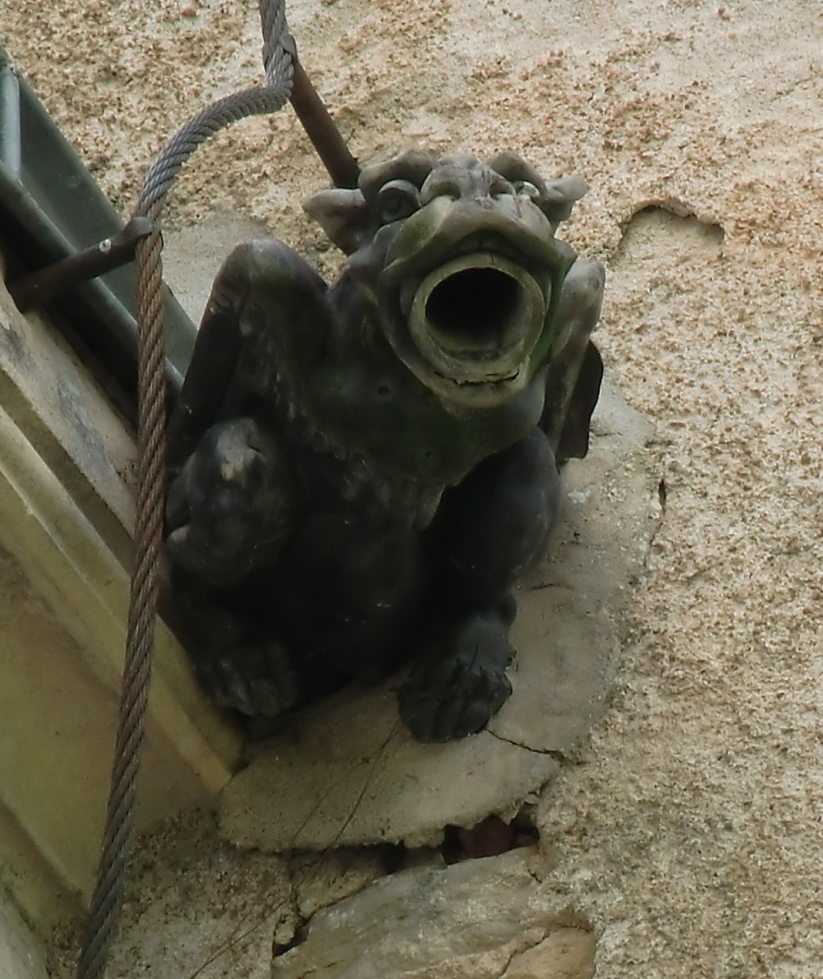
Gargouille.

#### Église Saint-Martin
L'église Saint-Martin d'Arcomps est, au XIIe siècle, une chapelle dépendant du château de la Touratte. Elle devient église paroissiale vers 1710 lorsqu'elle est reconstruite, conservant la base étroite du clocher du XIIe siècle. Elle est couverte d'une voûte d'ogives à gros tores. Le clocher est rehaussé vers 1855, d'après les plans de l'architecte Jean-Ursin Ragon ; il ajoute également la tribune. Sa cloche date de 1703.

Église Saint-Martin
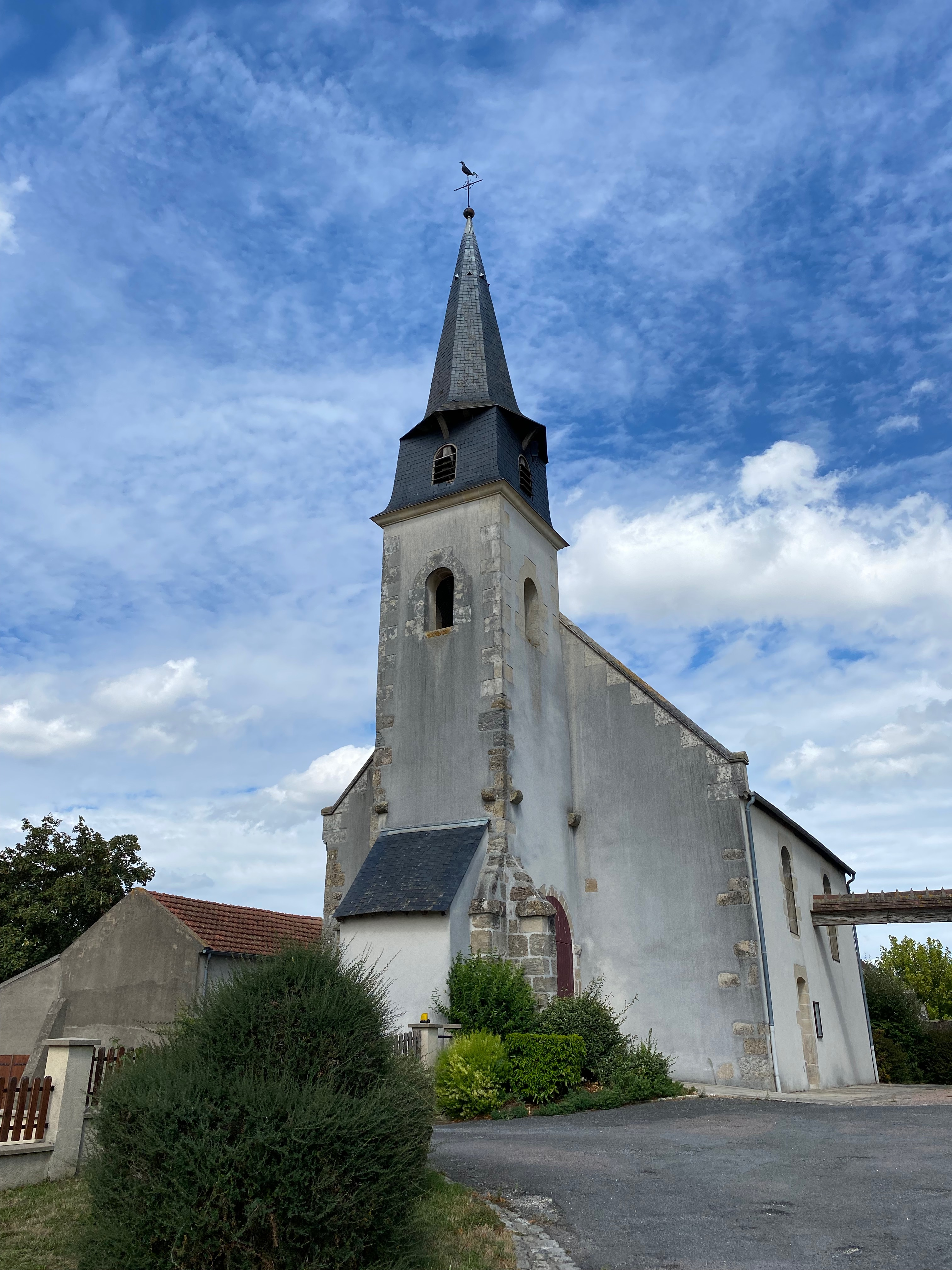
Vue d'ensemble.
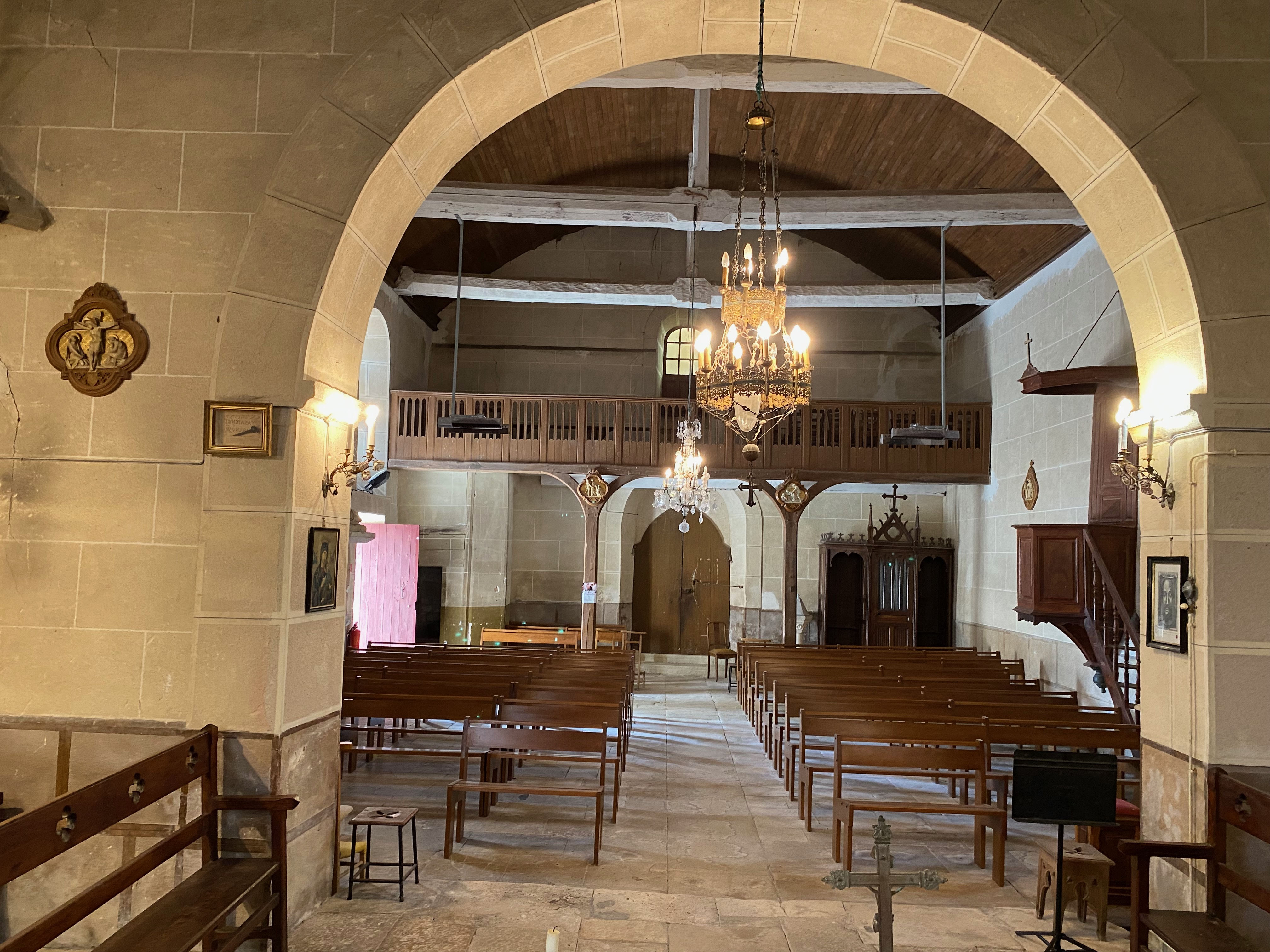
La nef vue depuis le chevet.
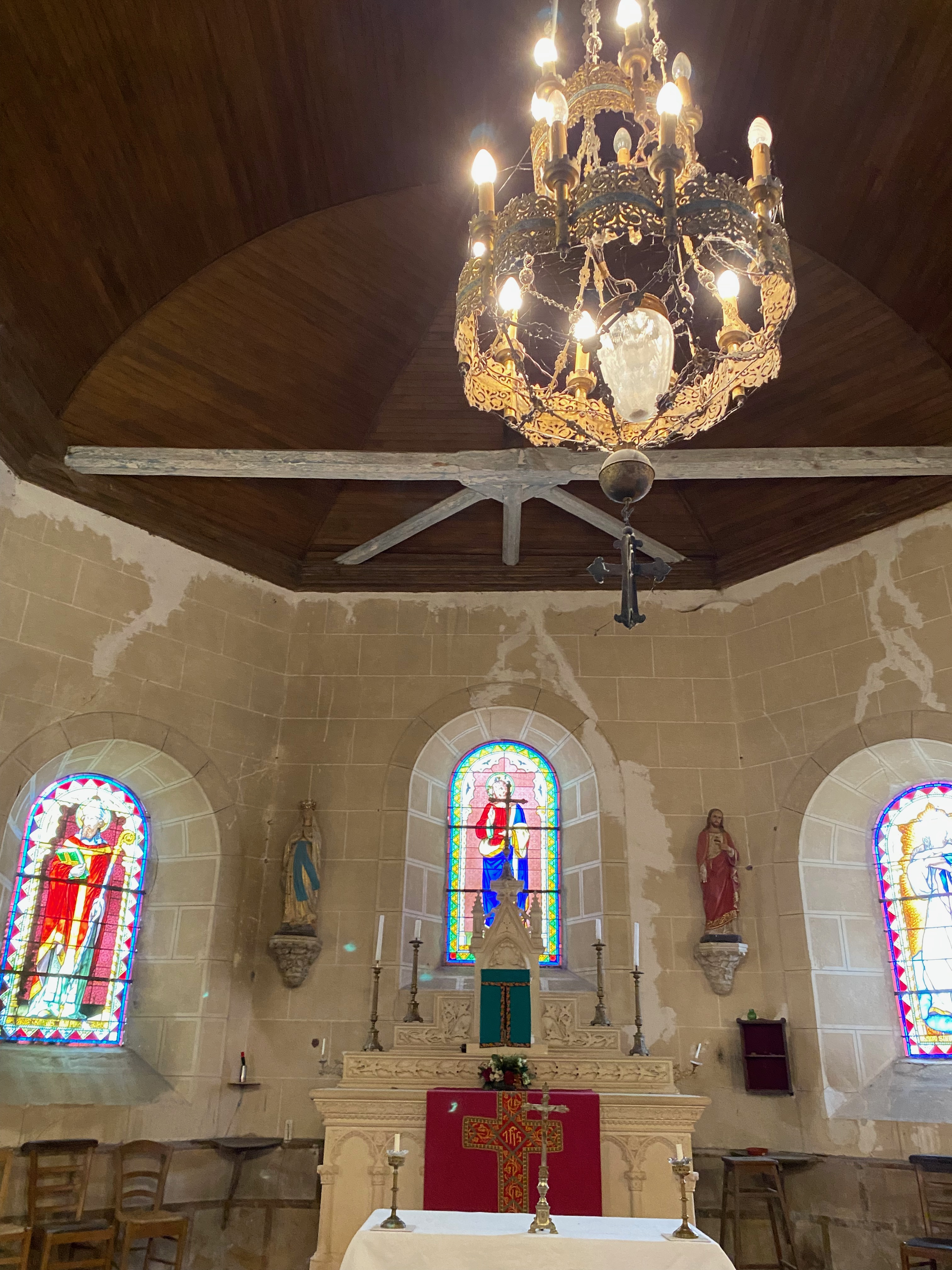
Le chevet.

#### Autres lieux et monuments
La petite mare d'Arcomps, proche de la mairie, en face du cimetière est un lieu de pêche (gardons, goujons).
L'étang communal des Fromenteaux existe depuis 1983. Après un remembrement, la surface est devenue un étang, la commune a utilisé cette surface pour créer l'étang. Arcomps fait partie de la région du Boischaut Sud où il y a plusieurs étangs. Dans l'étang des Fromenteaux, on peut pêcher des poissons comme des gardons, des carpes, des brochets, des tanches. L'étang est rempoissonné une fois par an, les poissons provenant d'une pisciculture de la Brenne.
Le monument aux morts est en forme d'obélisque et il mesure 3,94 m de hauteur, le socle fait 2 m de large. Il est en pierre, clôturé par un jardinet. Ses plaques sont en marbre, les écritures sont en feuille d'or. Le monument aux morts est entouré de l'église, de la mairie et du cimetière, il occupe une place centrale dans le village. Le sculpteur est l’entrepreneur Châtain de Saint-Amand-Montrond et l'inauguration a eu lieu le 14 juillet 1920. Une des plaques rend hommage aux enfants de la commune morts pour la France pendant la Première Guerre mondiale. La deuxième plaque affiche le discours du général de Gaulle aux Français datant de juin 1940. Il existe un autre monument aux morts dans le cimetière. Au sommet, il y a une tête de mort. Ce monument est le plus ancien.
Un verger situé derrière l'école contient des cerisiers, des pommiers, des poiriers et des noyers. Il y a un puits recouvert d'une plaque de fer. Les élèves d'Arcomps ont créé en 2011 un potager où il y a des fraisiers, des potirons, des betteraves, des carottes, des tomates, des panais et du persil. Le verger appartient à la commune.
Une loge de vigne qui a été restaurée en 2022.

Autres lieux et monuments d'Arcomps
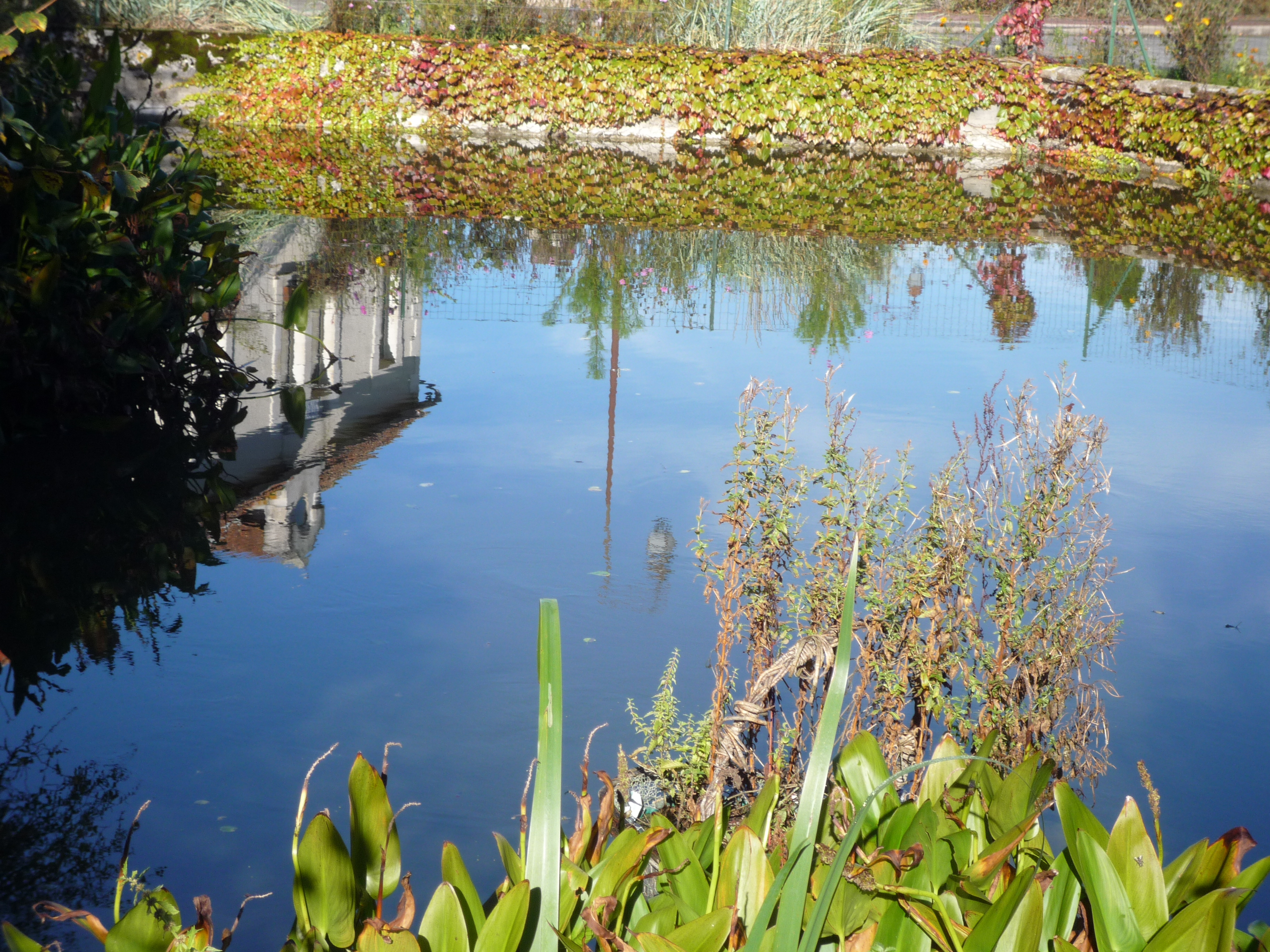
Petite mare située au centre du village.
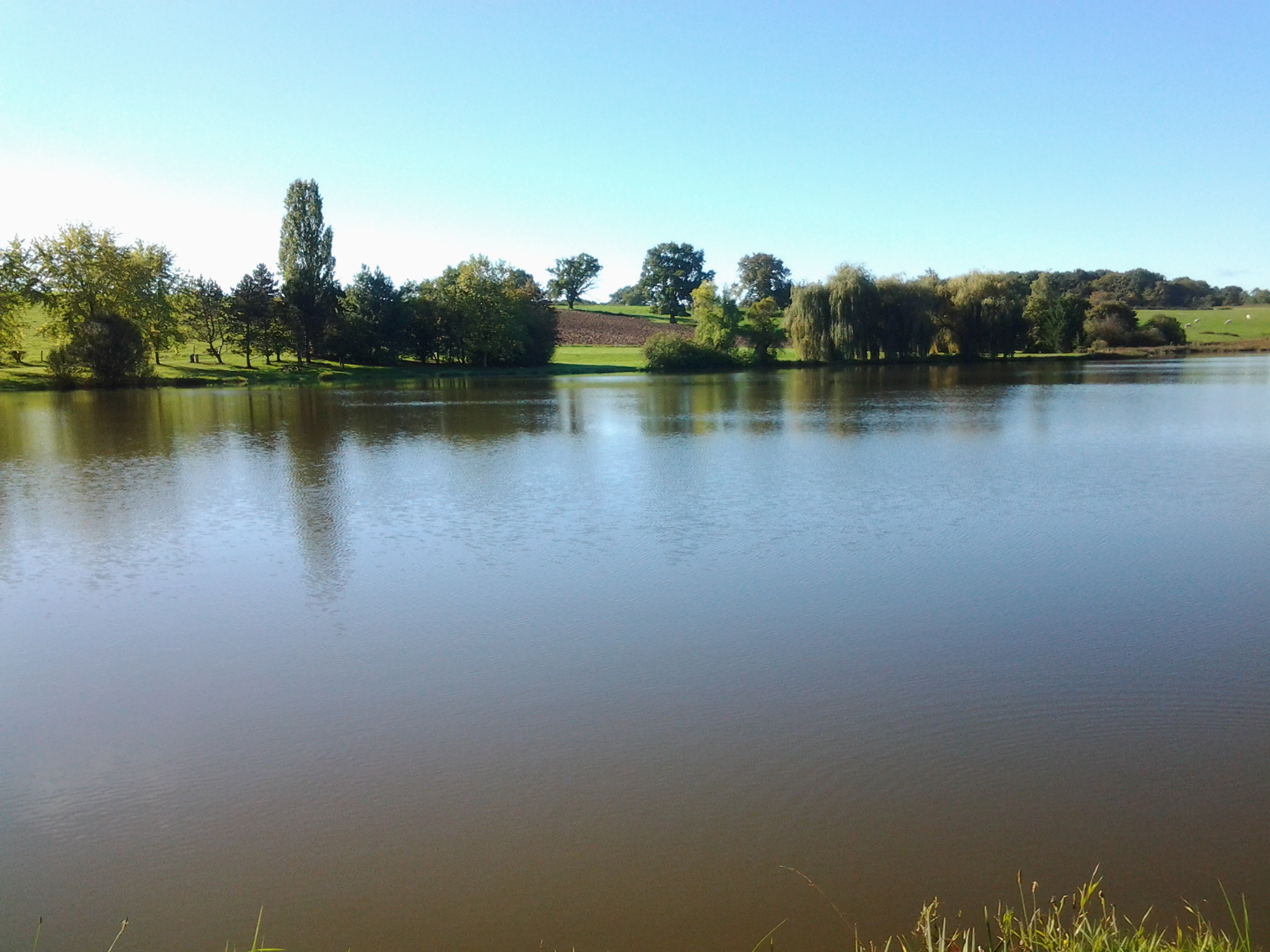
Étang communal des Fromenteaux.
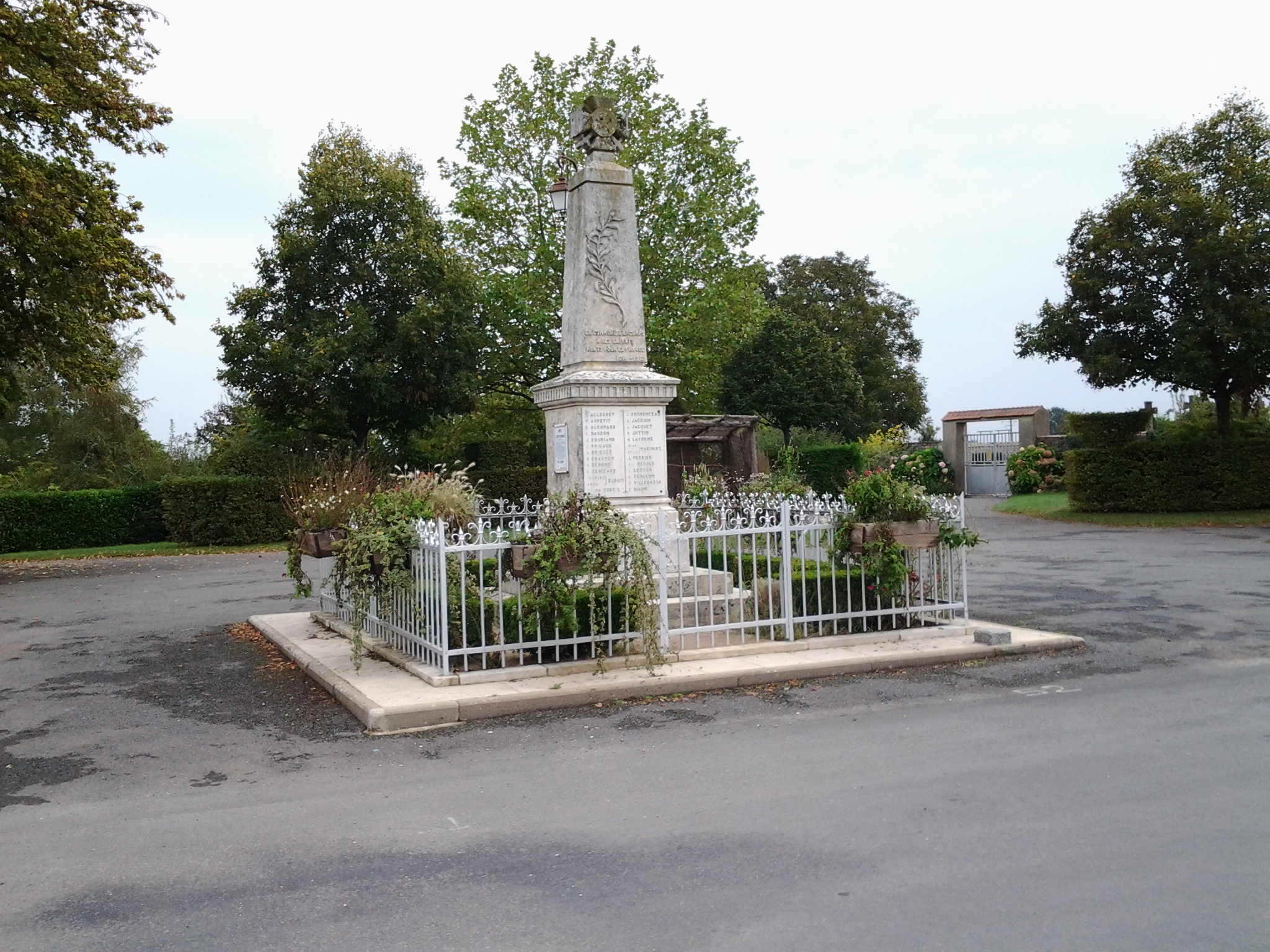
Monument aux morts.
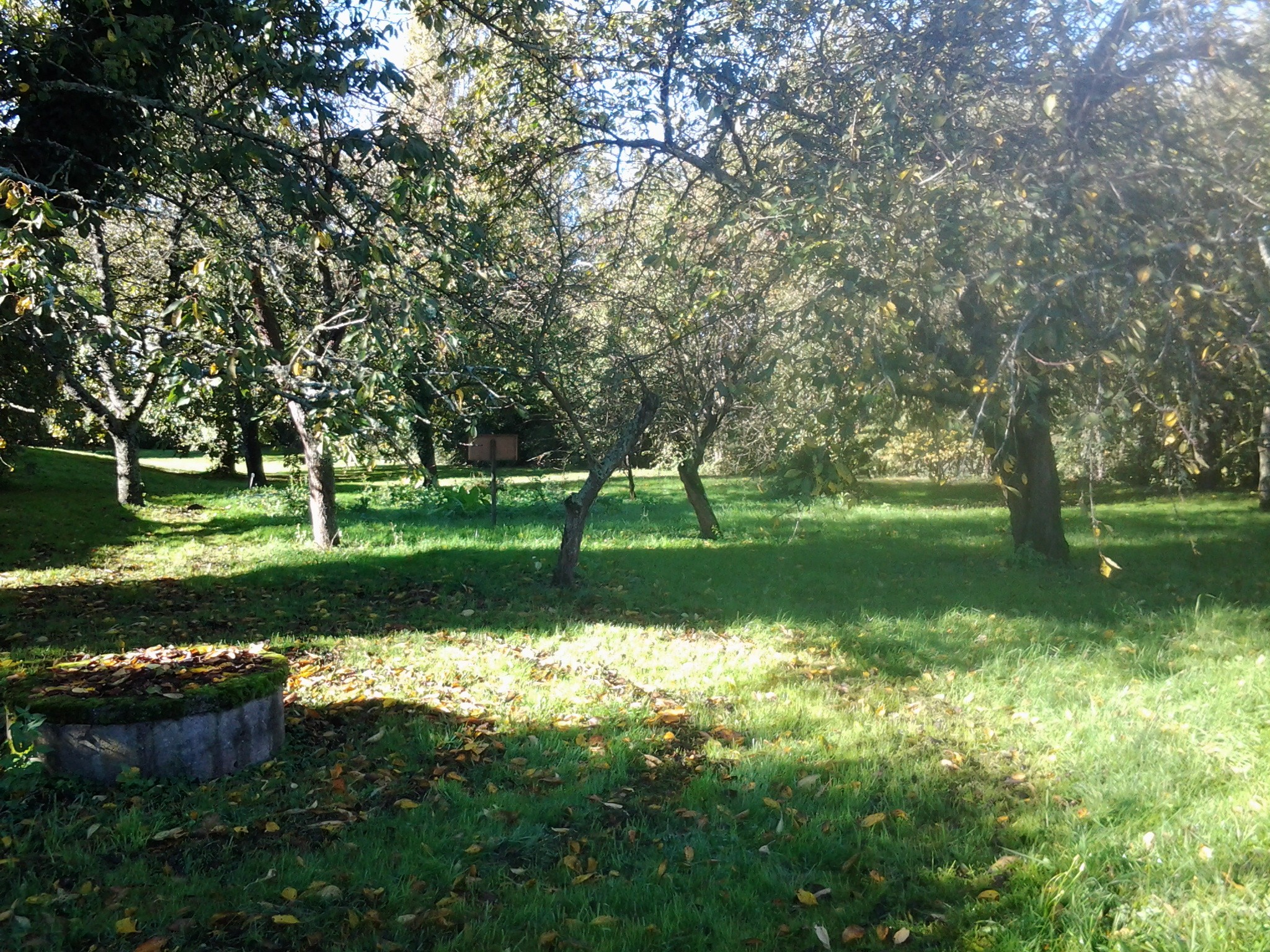
Verger.

### Équipements culturels
La commune ne dispose pas d'équipements culturels. Les musées, cinémas et bibliothèque les plus proches se situent à Saint-Amand-Montrond.

### Personnalités liées à la commune
- Roger Duprat (1910-1981) : il était chaudronnier et sculpteur. Il est connu sur la commune d'Arcomps car il a sculpté la Marianne présente dans la mairie. Il a pris pour modèle une des filles d'André Goin, ancien maire d'Arcomps. Il est aussi connu pour ses créations de tracteurs[43] jusqu'au milieu des années 1960 : les capots, les ailes, les calandres et les tableaux de bord.

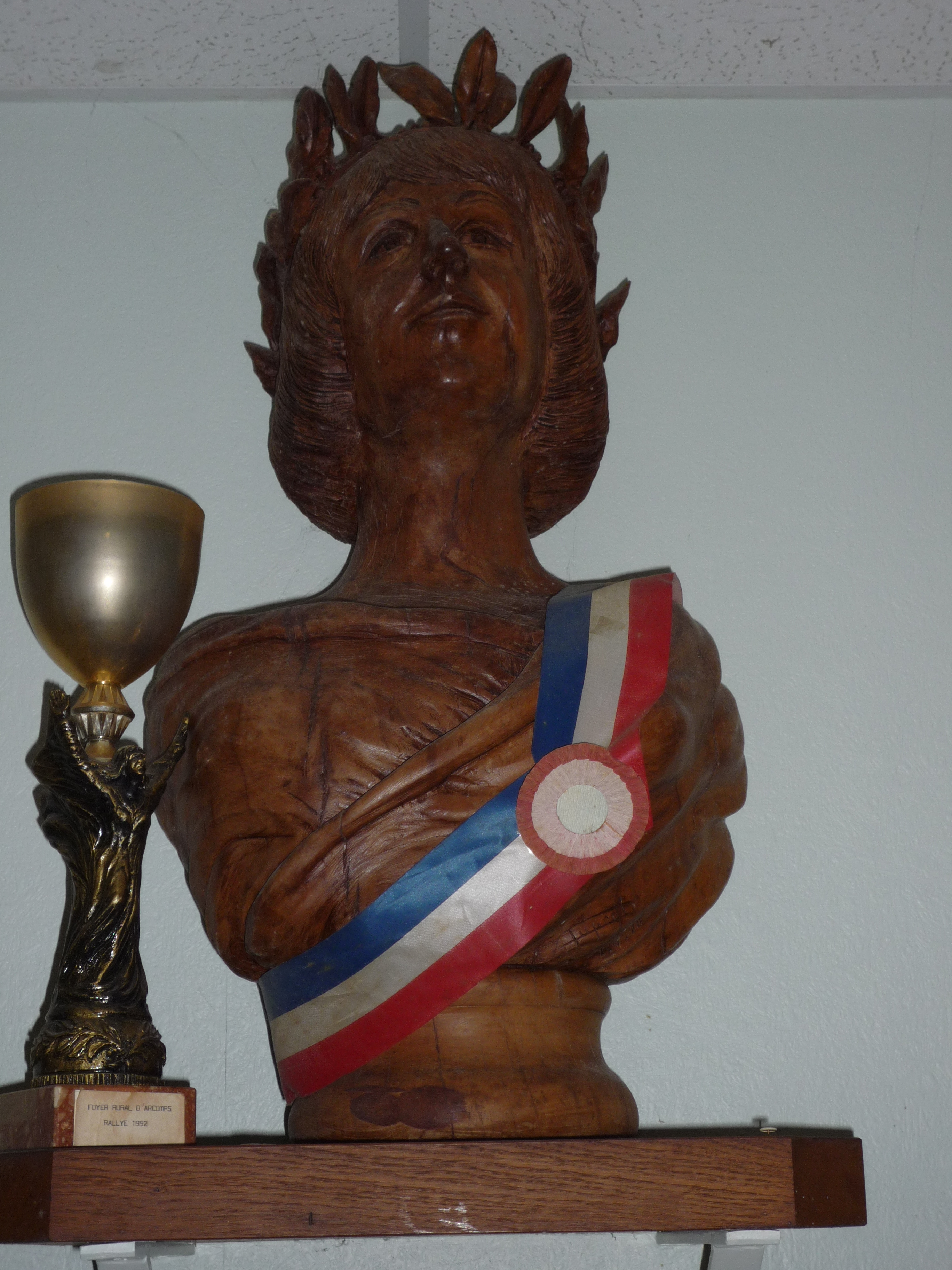
Marianne d'Arcomps dans la mairie.